# 李绰
李绰（？—862年），唐朝皇子，是唐顺宗李诵的第二十一子，生母不详。
生年没有记载。贞元二十一年（805年），李绰被父亲唐顺宗封为翼王，咸通三年（862年）十二月，李绰去世。《旧唐书》误作咸通二年。有一子，上谷郡王李𢜰。